# Naomi Campbell
Naomi Elaine Campbell (Streatham, 22 mei 1970) is een Brits actrice en topmodel. 

## Levensloop

### Afkomst
Campbells ouders kwamen uit Jamaica. Campbell is moeder van een dochter en een zoon.

### Carrière
Haar allereerste publieke optreden was als zevenjarige in 1978 in de videoclip van Is This Love? van Bob Marley, waarin ze als een leerlinge figureerde. Ook in 1982 was ze te zien in een videoclip, dit keer speelde ze een tapdanseres in het nummer I'll Tumble 4 Ya van Culture Club.
Later werd Campbell door een scout van Elite Model ontdekt toen ze op 15-jarige leeftijd met enkele vriendinnen door de wijk Covent Garden liep. De vrouw vroeg haar of ze proefopnamen wilde laten maken.
In augustus 1988 werd ze het eerste donkere fotomodel op de cover van het Franse magazine Vogue. Het jaar daarna, 1989, was ze datzelfde op de Amerikaanse editie van Vogue. Samen met collega's Cindy Crawford, Christy Turlington, Linda Evangelista en Claudia Schiffer behoort ze tot een select groepje supermodellen. Ze werd het eerste (en vooralsnog enige) topmodel dat ooit de cover van TIME Magazine haalde.

### Getuige in proces Charles Taylor
In 2010 werd Naomi Campbell opgeroepen om te getuigen in het proces tegen de voormalig Liberiaanse dictator Charles Taylor, omdat zij naar verluidt in 1997 een 'bloeddiamant' van hem had gekregen. Toen ze op 5 augustus na lang tegenstribbelen voor het Sierra Leonetribunaal in het Nederlandse Leidschendam verscheen verklaarde ze in dat jaar inderdaad in Zuid-Afrika diamanten te hebben ontvangen van "mannen die 's nachts aan mijn slaapkamerdeur klopten", maar ze zei hun identiteit niet te hebben gekend.

### Financiële Fraude
Nadat Campbell in september 2024 opnieuw in opspraak kwam wegens financiële fraude door haar liefdadigheidsorganisatie Fashion for Relief, besliste de Britse overheidsregulator voor goede doelen dat ze vijf jaar geen bestuurder meer mag zijn van een caritatieve organisatie. Het fotomodel had deze organisatie in 2005 opgericht met de bedoeling om via de mode-industrie geld in te zamelen voor gezondheidszorg en onderwijs voor (kans-)armen en andere goede doelen. Maar na een onderzoek door de Britse Charity Commission bleek dat niet al dat geld goed terecht kwam. Van de 4,8 miljoen pond (5,8 miljoen euro) die Fashion for Relief tot 2020 ophaalde, werd maar 10 procent uitgereikt aan een goed doel.

### Veroordelingen voor geweldpleging
Naomi Campbell werd tussen 1998 en 2009 vier keer veroordeeld voor geweldpleging. In september 1998 werd ze in Canada veroordeeld voor geweldpleging na het toebrengen van slagen op haar persoonlijke medewerker tijdens een woedeuitbarsting na opnames van de film Prisoner of Love. In januari 2007 werd ze veroordeeld tot een taakstraf, het volgen van een cursus zelfbeheersing en de vergoeding van de hospitalisatiekosten nadat ze haar voormalige huishoudster had verwond met het gooien van haar telefoon. In juni 2008 werd ze veroordeeld voor ordeverstoring en fysieke en verbale agressie tegenover twee politie-inspecteurs op de luchthaven Londen Heathrow vijf jaar eerder. In juli 2015 werd ze schuldig bevonden aan het toebrengen van slagen en verwondingen aan een paparazzi-fotograaf in Rome.
In 2007 dreef Naomi Campbell zelf de spot met haar cholerisch temperament in een parodiërend reclamefilmpje voor snacks van fastfoodketen Dunkin' Donuts.